# Elezioni generali in Costa Rica del 2010
Le elezioni generali in Costa Rica del 2010 si tennero il 7 febbraio per l'elezione del Presidente e il rinnovo dell'Assemblea legislativa.

## Risultati

### Elezioni presidenziali
| Candidati                | Partiti                                | Voti      | %     |
| ------------------------ | -------------------------------------- | --------- | ----- |
| Laura Chinchilla Miranda | Partito Liberazione Nazionale          | 896 516   | 46,91 |
| Ottón Solís              | Partito Azione Cittadina               | 478 877   | 25,05 |
| Otto Guevara             | Movimento Libertario                   | 399 788   | 20,92 |
| Luis Fishman             | Partito Unità Sociale Cristiana        | 74 114    | 3,88  |
| Óscar López              | Partito Accessibilità senza Esclusione | 36 104    | 1,89  |
| Mayra González           | Partito Rinnovamento Costaricano       | 13 945    | 0,73  |
| Eugenio Trejos           | Fronte Ampio                           | 6 782     | 0,35  |
| Rolando Araya            | Alleanza Patriottica                   | 3 158     | 0,17  |
| Walter Muñoz             | Partito Integrazione Nazionale         | 2 049     | 0,11  |
| Totale                   | Totale                                 | 1 911 333 | 100   |

### Elezioni parlamentari
| Liste                                        | Voti      | %     | Seggi |
| -------------------------------------------- | --------- | ----- | ----- |
| Partito Liberazione Nazionale                | 708 043   | 37,27 | 24    |
| Partito Azione Cittadina                     | 334 636   | 17,61 | 11    |
| Movimento Libertario                         | 275 518   | 14,50 | 9     |
| Partito Accessibilità senza Esclusione       | 171 858   | 9,05  | 4     |
| Partito Unità Sociale Cristiana              | 155 047   | 8,16  | 6     |
| Partito Rinnovamento Costaricano             | 73 150    | 3,85  | 1     |
| Fronte Ampio                                 | 68 987    | 3,63  | 1     |
| Partito Restaurazione Nazionale              | 29 530    | 1,55  | 1     |
| Alleanza Patriottica                         | 28 349    | 1,49  | –     |
| Partito Integrazione Nazionale               | 14 643    | 0,77  | –     |
| Unione Agraria Cartaginese                   | 11 862    | 0,62  | –     |
| Partito di Restaurazione Nazionale (Heredia) | 7 953     | 0,42  | –     |
| Partito di Restaurazione Nazionale (Alajula) | 7 298     | 0,38  | –     |
| Trasparenza Cartaginese                      | 4 590     | 0,24  | –     |
| Partito Verde Ecologista                     | 2 901     | 0,15  | –     |
| Partito Alleanza Anziani                     | 2 724     | 0,14  | –     |
| Forza Familiare Alajulense                   | 1 609     | 0,08  | –     |
| Movimento dei Lavoratori e dei Contadini     | 1 127     | 0,06  | –     |
| Totale                                       | 1 899 825 | 100   | 57    |

## Contrassegni elettorali
| Partito Liberazione Nazionale          | Partito Azione Cittadina                 | Movimento Libertario               |
| Partito Accessibilità senza Esclusione | Partito Unità Sociale Cristiana          | Partito Rinnovamento Costaricano   |
| Fronte Ampio                           | Partito Restaurazione Nazionale          | Alleanza Patriottica               |
| Partito Integrazione Nazionale         | Unione Agraria Cartaginese               | Partito di Restaurazione Nazionale |
| Trasparenza Cartaginese                | Partito Verde Ecologista                 | Partito Alleanza Anziani           |
| Forza Familiare Alajulense             | Movimento dei Lavoratori e dei Contadini |                                    |